# Huisnes-sur-Mer
 Huisnes-sur-Mer  es una población y comuna francesa, situada en la región de Baja Normandía, departamento de Mancha, en el distrito de Avranches y cantón de Pontorson.

## Demografía
| 269 | 274 | 218 | 187 | 163 | 153 |
| Para los censos de 1962 a 1999 la población legal corresponde a la población sin duplicidades (Fuente: INSEE [Consultar]) |     |     |     |     |     |